# 黑鳞蹄盖蕨
黑鳞蹄盖蕨（学名：Athyrium melanolepis）为蹄盖蕨科蹄盖蕨属下的一个种。

## 扩展阅读
- 維基物種上的相關：黑鳞蹄盖蕨